# Rudolf Eucken
Rudolf Christoph Eucken (ur. 5 stycznia 1846 w Aurich, zm. 15 września 1926 w Jenie) – niemiecki myśliciel i eseista, ceniony zwłaszcza jako filozof kultury i religii, przedstawiciel neoidealizmu oraz optymizmu, przeciwnik naturalizmu na rzecz centralnej roli duchowości w całokształcie ludzkiego życia, poznania i twórczości, luteranin, laureat Nagrody Nobla w dziedzinie literatury za rok 1908.
Był nauczycielem i promotorem takich filozofów, jak Max Scheler czy Leopold Ziegler. Współcześnie często zestawiany z Henrim Bergsonem.

## Życiorys
Studiował w Getyndze i Berlinie. Wykładał filozofię w Bazylei, od 1874 na uniwersytecie w Jenie, a od 1912 w Harvardzie. Napisał m.in.: Wielcy myśliciele i ich poglądy na życie (wyd. 1890). W 1908 roku został laureatem Nagrody Nobla w dziedzinie literatury. Z uzasadnienia komisji Noblowskiej otrzymał on nagrodę za „poszukiwanie prawdy, przenikającą wszystko siłę myśli, szeroki horyzont, bystrość i sugestywność, z którymi bronił on i rozwijał filozofię idealistyczną”.
Przed przyznaniem literackiej nagrody Nobla Eucken był myślicielem cenionym w środowisku akademickim, lecz niezbyt poczytnym poza uniwersytetem; prawdziwą sławą zaczął się cieszyć dopiero jako Noblista. Po śmierci jego wpływ i rozgłos zaczęły szybko słabnąć.
Był ojcem fizykochemika Arnolda Euckena oraz ekonomisty Waltera Euckena.

## Twórczość
Rudolf Eucken był przedstawicielem neoidealizmu jako nurtu filozoficznego, który dokonuje odnowy myślenia idealistycznego w odpowiedzi na rozwój nauk biologicznych. Z tej pozycji krytykował pozytywizm, materializm oraz ewolucjonizm w tym aspekcie, który ogranicza wizję życia ludzkiego do walki o przetrwanie. W jego ujęciu ewolucja gatunków w zestawieniu z rozwojem kultury, nauki i sztuki dowodzi istnienia w człowieku zarówno poziomu biologicznego, jak również idealistycznego, skierowanego na transcendencję, a więc nieograniczającego się wyłącznie do materii.
Eucken był również przeciwny poglądom, które zakładały, że świat można poznać wyłącznie dzięki nauce i całkowicie wytłumaczyć za pomocą czynników naturalnych. Uważał, że losy i dzieje ludzkie leżą w rękach Boskiej siły, rozmaicie pojmowanej, nazywanej w różnoraki sposób na miarę ludzkich kultur w ramach wielu religii świata. W jego ujęciu pomiędzy idealizmem a naturalizmem zachodzi konflikt nie do pogodzenia, ponieważ oba te nurty myślenia inaczej definiują cel istnienia. Zarazem w pismach niemieckiego filozofa można wskazać elementy witalistyczne:
Jeżeli zapoznamy się z pracami Euckena, to stwierdzimy, że odmienia on termin „życie” przez wszystkie możliwe przypadki. Więcej, że stanowi ono klucz do jego filozofii (...). W swej filozofii poszukuje uniwersum życia, fenomenu życia, najwyższej formy życia, wartości życia, życia ducha, całości i znaczenia życia, życia jako fenomenu pierwotnego itd. Rozpatruje to wszystko w perspektywie historycznej i religijnej, gdyż tylko z tego punkt widzenia jesteśmy w stanie ujrzeć życie duchowe człowieka.
Edmund Husserl pisał o Euckenie:
Możliwe są dwie drogi, by odkryć pierwotny, wszelki świat doświadczenia konstytuujący w sobie życie, dwie drogi, aby przeniknąć rozdział między człowiekiem w przyrodzie a ludzkością w duchu, by wskazać bieg życia ludzkości wspinającej się, aż do ukazania duchowej jedności życia i cofającą się zarazem do pierwotnych źródeł. Pierwsza to droga Rudolfa Euckena i jego filozofii życia duchowego, druga – fenomenologicznej filozofii.
Ważnym elementem myśli Euckena była religia chrześcijańska, którą filozof uważał jednak za jedną z możliwych ekspresji rzeczywistości transcendentnej. Jezus nie był przez Euckena utożsamiany z Bogiem, jednak jego naukom przypisywał znaczenie mistyczne, które dotyka świata wiecznego.